# Spysheriff
SpySheriff är ett malware (specifikt scareware) som utger sig självt för att vara ett antispywareprogram. När det hamnar i datorn visar det falska virusvarningar för att övertala användaren att betala för programmet. Spysheriff hindrar många av användarens alternativ som vanligen annars används för att bli av med diverse malware (systemåterställningar och olika sätt att avinstallera programmet) och upptäcks inte av flera legitima antispywareprogram. På grund av detta så kan Spysheriff vara svårt att avlägsna.
Skaparna av Spysheriff har skapat flera kloner av programmet med andra namn och stilar än Spysheriff av den anledningen att många har genomskådat programmet, som delar samma gränssnitt: Adware Sheriff, Pest Trap, SpywareNo, Spylocked, SpywareQuake, SpyTrooper, Spydawn, AntiVirGear, Brave Sentry, "SpywareStrike", SpyShredder, Alpha Cleaner och "SpyAxe" är de mest kända.
I mars 2014 utsattes chattforumet Omegle för spambots som gick in i chatten och både länkade till & reklamförde programmet. Företaget eller människan som ligger bakom programmet har ännu en okänd identitet.

## Webbplats
Spysheriff brukade hostas av www.spy-sheriff.com som nu har upphört. Ett flertal typosquattade webbplatser gjorde också försök att automatiskt installera Spysheriff, t.ex. en version av Google.com (Goggle.com). Dock så är dessa sidor inte längre aktiva sedan 2007, det är dock ingen garanti och det är ingen bra idé att gå in på sidorna trots allt då många avråder ifrån att göra på följande sätt. Spysheriff har nu en ny hemsida som går att besöka på www.spysheriff2009.webs.com, det är rekommenderat att varken besöka den eller den ursprungliga sidan på Webarchive.

## Problem orsakade av Spysheriff
- Spysheriff försöker skrämma användaren genom att rapportera malwarehot som egentligen inte finns.[2][3]
- Försök att ta bort Spysheriff har misslyckats då programmet ominstallerar sig självt.
- Skrivbordets bakgrund kan bli ändrad till en bild som liknar en blåskärm, med ett meddelande som utger sig att vara från Windows och som påstår att datorn är infekterad av malware.
- Att försöka ta bort Spysheriff genom "lägg till/ta bort program" i kontrollpanelen orsakar antingen att datorn kraschar eller så tar det inte bort alla delar av programmet.
- Alla försök att ansluta till Internet via en webbläsare blir blockerade av Spysheriff, som då också byter skrivbordsbakgrunden till en blåskärm som påstår att detta är för att skydda användaren.
- Spysheriff hindrar alla försök att göra en systemåterställning till ett tidigare tillstånd. Ett kryphål har dock upptäckts som kan låta användaren bli av med Spysheriff genom en sådan återställning.